# La Brèche de Roland
La Brèche de Roland (în spaniolă Brecha de Rolando, în aragoneză Brecha de Roldán) este un pas la altitudinea de 2.804 m în stâncile abrupte ale Cirque de Gavarnie din Munții Pirinei. Este parte componentă a graniței dintre Franța și Spania.
Conform Cântecului lui Roland, La Brèche a fost creată de Roland (un nepot al lui Carol cel Mare) cu sabia Durendal, în încercarea eșuată de a distruge această armă.